# Резолюция 73 на Съвета за сигурност на ООН
Резолюция 73 на Съвета за сигурност на ООН е приета на 21 август 1949 г. по повод конфликта в Палестина. Отбелязвайки със задоволство постигнатото споразумение за прекратяване на огъня между страните, замесени в палестинския конфликт от 1949 г., и изказвайки надежда за скорошно решаване на всички висящи въпроси между страните в конфликта, с резолюция 73 Съветът за сигурност освобождава изпълняващия длъжността Медиатор на ООН за Палестина, чиято мисия е изпълнена, и възлага на генералния секретар на ООН да осигури продължаващата мисия на персонала от Комисията за примирието в Палестина, което се налага от необходимостта да се съблюдава спазването на установеното споразумение за прекратяване на огъня.
Също така резолюцията възлага на ръководителя на комисията да докладва на Съвета за сигурност за спазването на примирието в региона.
Резолюция 73 е приета с мнозинство от 9 гласа, като представителите на Украинската ССР и СССР гласуват въздържали се..